# Calommata
Calommata LUCAS, 1837 è un genere di ragni migalomorfi appartenente alla famiglia Atypidae.
Il nome deriva dall'aggettivo greco καλός, kalòs, che significa bello, e dal sostantivo greco ὄμμα, ὄμματος, omma, ommatos, cioè occhio, ad indicare la disposizione degli occhi e la loro minore compattezza. Da notare al riguardo che il plurale greco òmmata è stato poi latinizzato ed è quindi da considerarsi di genere femminile, non neutro plurale, sulla falsariga di Micrommata, come indicato in letteratura dall'aracnologo H. Don Cameron.

## Caratteristiche
Gli occhi sono meno compatti che in Atypus: i due anteriori mediani sono posti su una piccola prominenza elevata, i restanti formano un gruppo su ogni lato, lontano dai mediani anteriori. La pars cephalica è lunga e quasi orizzontale. I pedipalpi sono molto lunghi, slanciati, dalla base arcuati verso l'esterno. Il labium è oblungo trasversalmente, inciso alla base. Le filiere posteriori sono trisegmentate. Le zampe posteriori sono più robuste delle anteriori. I tarsi sono slanciati e flessibili nei maschi.
Si differenziano dalle specie degli Atypus anche per la forma della spermateca e dei pedipalpi. Sono presenti 4 spermateche, ciascuna con diversi ricettacoli terminali stipati a guisa di cavolfiore. Inoltre altre caratteristiche fanno di questi ragni un genere fra i più bizzarri conosciuti: l'incavo longitudinale del torace, la cengia basale sulla superficie esterna delle zanne in entrambi i sessi, il tubercolo oculare situato posteriormente, la riduzione cospicua in dimensioni del primo femore, i cheliceri dorsalmente allargati, gli enditi enormemente allungati e i pedipalpi e la tibia appiattiti. Alcuni autori preferiscono porli in una famiglia a sé stante, Calommatidae, proprio a causa di queste caratteristiche peculiari

## Comportamento
Gli appartenenti a questo genere, come i ragni del genere Atypus, vivono in un tubo setoso parallelo al terreno, per una ventina di centimetri circa seppellito e per altri 8 centimetri fuoriuscente. Il ragno resta in agguato sul fondo del tubo: quando una preda passa sulla parte esterna, le vibrazioni della tela setosa allertano il ragno che scatta e la trafigge, per poi rompere la sua stessa tela, portarsi la preda nella parte interna e cibarsene.

## Distribuzione
La maggior parte delle specie è presente in Asia orientale (Cina, Corea, Giappone), sudorientale (Myanmar e Thailandia) e Indonesia (Giava e Sumatra); la C. sundaica è stata rinvenuta anche in Israele e la C. simoni è una specie esclusivamente africana.

## Tassonomia
Attualmente, a giugno 2012, si compone di 13 specie:
- Calommata fulvipes (Lucas, 1835)[6] — Giava, Sumatra
- Calommata megae Fourie, Haddad & Jocqué, 2011 — Zimbabwe
- Calommata meridionalis Fourie, Haddad & Jocqué, 2011 — Sudafrica
- Calommata namibica Fourie, Haddad & Jocqué, 2011 — Namibia
- Calommata obesa Simon, 1886 — Thailandia
- Calommata pichoni Schenkel, 1963 — Cina
- Calommata signata Karsch, 1879 — Cina, Corea, Giappone
- Calommata simoni Pocock, 1903 — Africa occidentale, centrale e orientale
- Calommata sundaica (Doleschall, 1859) — Giava, Sumatra, Israele
- Calommata tamdaoensis Zha, Pham & Li, 2012 — Vietnam
- Calommata tibialis Fourie, Haddad & Jocqué, 2011 — Togo, Costa d'Avorio
- Calommata transvalica (Hewitt, 1916) — Sudafrica
- Calommata truculenta (Thorell, 1887) — Myanmar